# Наслідки (фільм, 1982)
«Наслідки» (англ. The Aftermath) — американський постапокаліптичний фільм жаху, незалежний бойовик 1982 р. Стіва Баркетта.

## Сюжет
Три астронавти повернулися на Землю після ядерної катастрофи, один помирає при аварійній посадці. Двоє залишилися в живих, Ньюмен (Стів Баркетт) і Метьюз, вони зіткнулися з деякими мутантами, перш ніж виявили, що Лос-Анджелес повністю зруйнований. Шукаючи притулок, чоловіки сховалися в покинутому помешканні. Ньюман пізніше зустрічає хлопчика, Кріса, який ховався в музеї з куратором (Форрест Акерман). Пізніше Ньюмен бере Кріса під свою опіку. Одного дня Ньюмен і Кріс зустрічають Сару, яка втікала від байкерів на чолі з Різуном (Сід Гейґ). Ті, що вижили, вирішують боротися з бандою в цій постапокаліптичній пустці.

## Ролі
- Стів Баркетт — Ньюмен
- Лінн Маргуліс — Сара
- Сід Гейґ — Різун
- Крістофер Баркетт — Кріс
- Алфі Мартін — Гетман
- Джим Данфорт — астронавт Вільямс
- Адріан Торіно — Брюс Вілл

## Виробництво
Фільм вийшов у США на різних VHS та в спеціальному виданні лазерного диска релізі Roan Group, у Великій Британії — з альтернативною назвою Наслідки зомбі (англ. Zombie Aftermath).

## Критика
Рейтинг фільму на сайті IMD — 4,0/10.